# Bourlens
Bourlens est une commune du Sud-Ouest de la France, située dans le département de Lot-et-Garonne (région Nouvelle-Aquitaine).

## Géographie

### Localisation
Commune située dans le Quercy blanc.

### Communes limitrophes
Les communes limitrophes sont  Cazideroque, Montayral, Saint-Georges, Thézac et Tournon-d'Agenais.
|               | Montayral         |        |
| Saint-Georges | Bourlens          | Thézac |
| Cazideroque   | Tournon-d'Agenais |        |

### Climat
Pour des articles plus généraux, voir Climat de la Nouvelle-Aquitaine et Climat de Lot-et-Garonne.
Historiquement, la commune est exposée à un climat océanique aquitain.  
En 2020, Météo-France publie une typologie des climats de la France métropolitaine dans laquelle la commune est exposée à un climat océanique altéré et est dans la région climatique Aquitaine, Gascogne, caractérisée par une pluviométrie abondante au printemps, modérée en automne, un faible ensoleillement au printemps, un été chaud (19,5 °C), des vents faibles, des brouillards fréquents en automne et en hiver et des orages fréquents en été (15 à 20 jours).
Pour la période 1971-2000, la température annuelle moyenne est de 12,7 °C, avec une amplitude thermique annuelle de 15,4 °C. Le cumul annuel moyen de précipitations est de 862 mm, avec 11 jours de précipitations en janvier et 6,5 jours en juillet. Pour la période 1991-2020, la température moyenne annuelle observée sur la station météorologique la plus proche, située sur la commune de Lacapelle-Biron à 21 km à vol d'oiseau, est de 13,6 °C et le cumul annuel moyen de précipitations est de 833,3 mm,. Pour l'avenir, les paramètres climatiques de la commune estimés pour 2050 selon différents scénarios d’émission de gaz à effet de serre sont consultables sur un site dédié publié par Météo-France en novembre 2022.

## Urbanisme

### Typologie
Au 1er janvier 2024, Bourlens est catégorisée commune rurale à habitat très dispersé, selon la nouvelle grille communale de densité à sept niveaux définie par l'Insee en 2022.
Elle est située hors unité urbaine et hors attraction des villes,.

### Occupation des sols

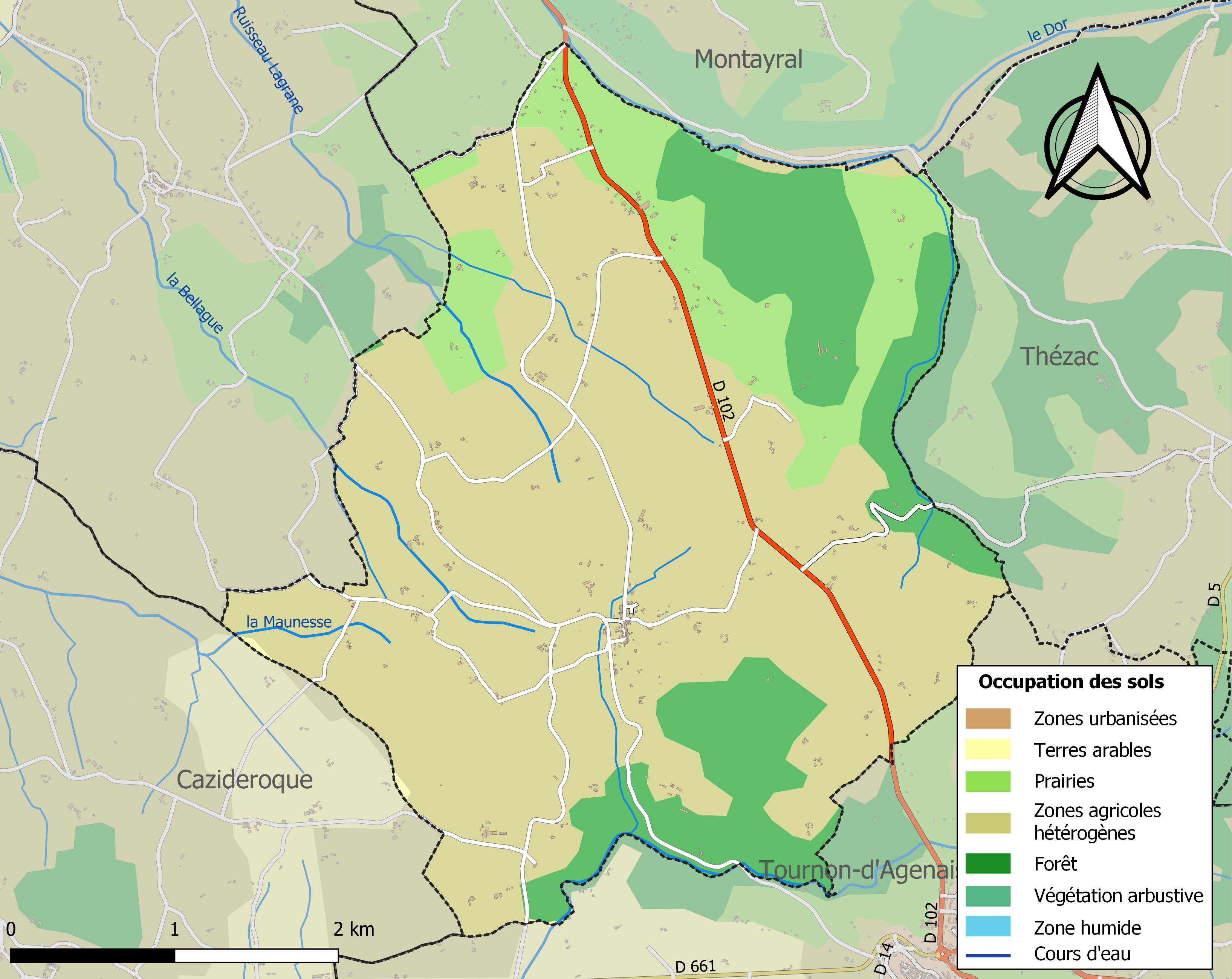
Carte des infrastructures et de l'occupation des sols de la commune en 2018 (CLC).

L'occupation des sols de la commune, telle qu'elle ressort de la base de données européenne d’occupation biophysique des sols Corine Land Cover (CLC), est marquée par l'importance des territoires agricoles (81,2 % en 2018), une proportion identique à celle de 1990 (81,2 %). La répartition détaillée en 2018 est la suivante : 
zones agricoles hétérogènes (68 %), forêts (18,7 %), prairies (13,1 %), terres arables (0,1 %), milieux à végétation arbustive et/ou herbacée (0,1 %). L'évolution de l’occupation des sols de la commune et de ses infrastructures peut être observée sur les différentes représentations cartographiques du territoire : la carte de Cassini (XVIIIe siècle), la carte d'état-major (1820-1866) et les cartes ou photos aériennes de l'IGN pour la période actuelle (1950 à aujourd'hui).

### Risques majeurs
Le territoire de la commune de Bourlens est vulnérable à différents aléas naturels : météorologiques (tempête, orage, neige, grand froid, canicule ou sécheresse), inondations, mouvements de terrains et séisme (sismicité très faible). Un site publié par le BRGM permet d'évaluer simplement et rapidement les risques d'un bien localisé soit par son adresse soit par le numéro de sa parcelle.
Certaines parties du territoire communal sont susceptibles d’être affectées par le risque d’inondation par une crue à  débordement lent de cours d'eau. La commune a été reconnue en état de catastrophe naturelle au titre des dommages causés par les inondations et coulées de boue survenues en 1982, 1983, 1993, 1999, 2007 et 2009,.
Les mouvements de terrains susceptibles de se produire sur la commune sont des affaissements et effondrements liés aux cavités souterraines (hors mines) et des tassements différentiels. Afin de mieux appréhender le risque d’affaissement de terrain, un inventaire national permet de localiser les éventuelles cavités souterraines sur la commune.

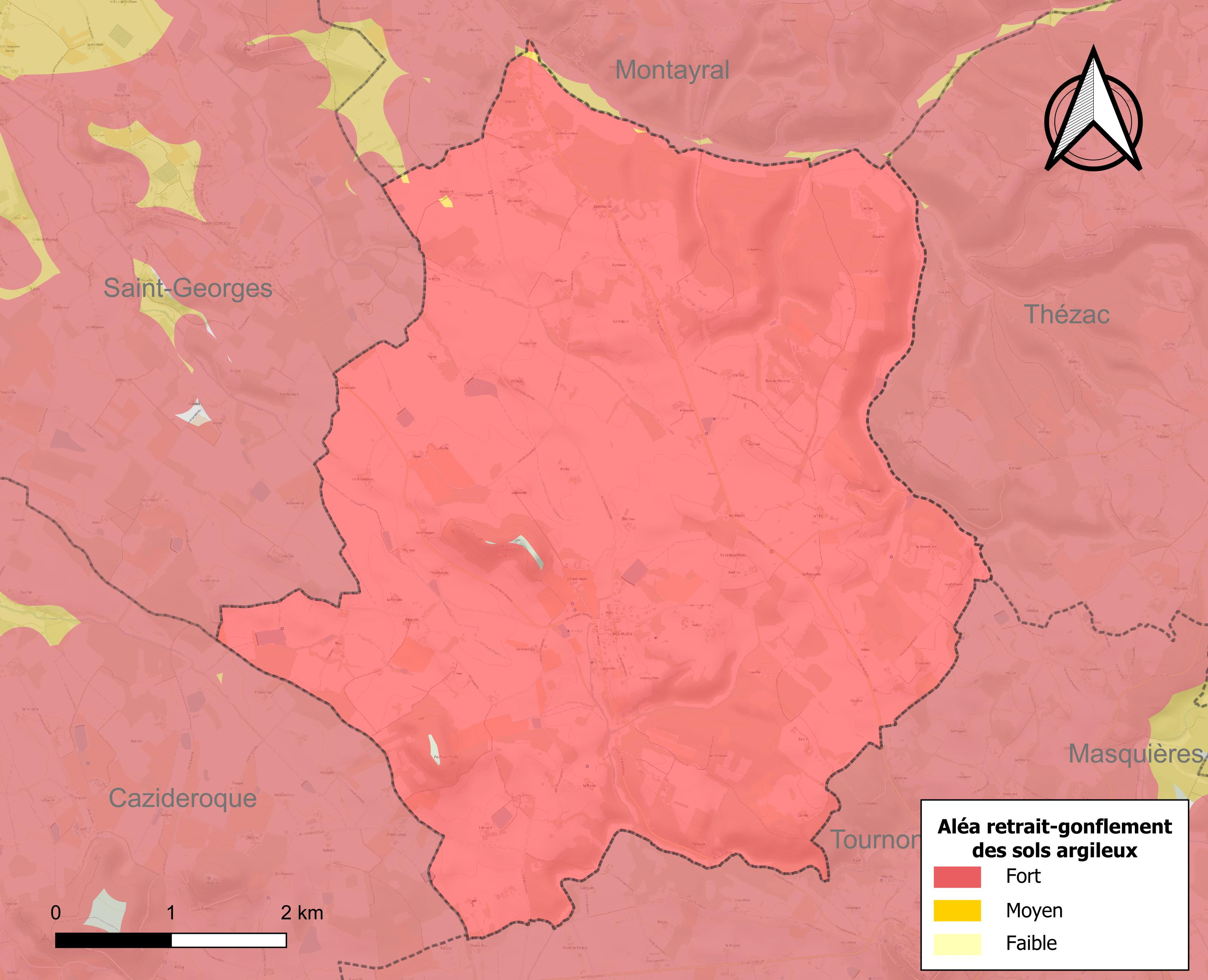
Carte des zones d'aléa retrait-gonflement des sols argileux de Bourlens.

Le retrait-gonflement des sols argileux est susceptible d'engendrer des dommages importants aux bâtiments en cas d’alternance de périodes de sécheresse et de pluie. 99,9 % de la superficie communale est en aléa moyen ou fort (91,8 % au niveau départemental et 48,5 % au niveau national). Depuis le 1er octobre 2020, en application de la loi ELAN, différentes contraintes s'imposent aux vendeurs, maîtres d'ouvrages ou constructeurs de biens situés dans une zone classée en aléa moyen ou fort,.
Concernant les mouvements de terrains, la commune a été reconnue en état de catastrophe naturelle au titre des dommages causés par la sécheresse en 2003 et 2011 et par des mouvements de terrain en 1999.

## Politique et administration

### Administration municipale
Le nombre d'habitants au recensement de 2017 étant compris entre 100 et 499 habitants, le nombre de membres du conseil municipal pour l'élection de 2020 est de onze,.

### Rattachements administratifs et électoraux
La commune fait partie de la 3e circonscription de Lot-et-Garonne de la communauté de communes Fumel Vallée du Lot et du canton du Fumélois (avant le redécoupage départemental de 2014, Bourlens faisait partie de l'ex-canton de Tournon-d'Agenais) et avant le 1er janvier 2017 elle faisait partie de la communauté de communes Fumel Communauté.

### Liste des maires

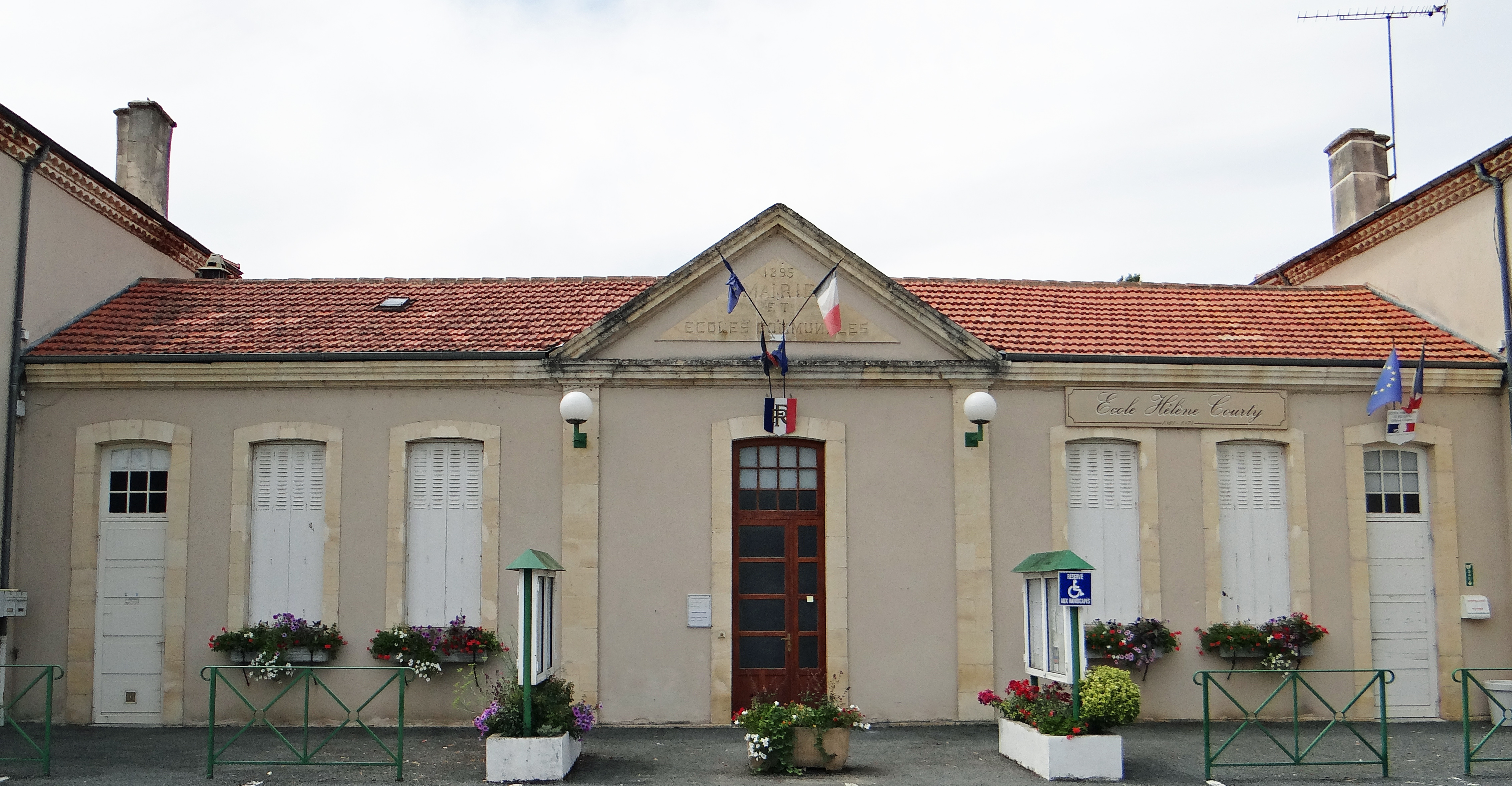
Mairie-école

| Période                                  | Période   | Identité           | Étiquette | Qualité                     |
| ---------------------------------------- | --------- | ------------------ | --------- | --------------------------- |
| avant 1981                               | ?         | Ferdinand Campmas  |           |                             |
| mars 2001                                | mars 2008 | Gisèle Menghini    |           |                             |
| mars 2008                                | En cours  | Jean Marie Queyrel |           | Agent commercial immobilier |
| Les données manquantes sont à compléter. |           |                    |           |                             |

## Population et société

### Démographie
L'évolution du nombre d'habitants est connue à travers les recensements de la population effectués dans la commune depuis 1876. Pour les communes de moins de 10 000 habitants, une enquête de recensement portant sur toute la population est réalisée tous les cinq ans, les populations de référence des années intermédiaires étant quant à elles estimées par interpolation ou extrapolation. Pour la commune, le premier recensement exhaustif entrant dans le cadre du nouveau dispositif a été réalisé en 2005.

En 2022, la commune comptait 373 habitants, en évolution de −0,8 % par rapport à 2016 (Lot-et-Garonne : −0,18 %, France hors Mayotte : +2,11 %).
| 1876 | 1881 | 1886 | 1891 | 1896 | 1901 | 1906 | 1911 | 1921 |
| ---- | ---- | ---- | ---- | ---- | ---- | ---- | ---- | ---- |
| 535  | 526  | 519  | 453  | 447  | 413  | 412  | 371  | 335  |

| 1926 | 1931 | 1936 | 1946 | 1954 | 1962 | 1968 | 1975 | 1982 |
| ---- | ---- | ---- | ---- | ---- | ---- | ---- | ---- | ---- |
| 345  | 359  | 369  | 317  | 334  | 338  | 308  | 342  | 368  |

| 1990 | 1999 | 2005 | 2006 | 2010 | 2015 | 2020 | 2022 | - |
| ---- | ---- | ---- | ---- | ---- | ---- | ---- | ---- | - |
| 376  | 354  | 372  | 369  | 357  | 372  | 374  | 373  | - |

### Économie
Viticulture fait partie l'aire de production du vin de pays de Thézac-Perricard.

### Enseignement
Bourlens fait partie de l'académie de Bordeaux.

### Activités sportives
Chasse, pétanque, randonnée pédestre,

## Lieux et monuments
- Église Saint-Pierre-aux-Liens, église paroissiale. Le chœur semi-circulaire est inscrit dans un massif quadrangulaire servant d'appui au clocher dont les premières assises sont en petit appareil et peuvent dater du XIe siècle. Le clocher, le voûtement de l'abside et l'absidiole sud datent probablement du XIIe siècle. Il n'y a aucun décor sculpté permettant de préciser la période de construction[27]. Elle est inscrite à l'Inventaire général du patrimoine culturel[28].

D'après Georges Tholin l'église devait avoir un transept.
L'absidiole nord, rectangulaire, a dû être construite entre le XIVe siècle et le début du XVIe siècle.
En 1601, au cours d'une visite, l'évêque d'Agen Nicolas de Villars décrit l'église rompue hors les murailles. En 1667, l'évêque Claude Joli décrit l'église en travaux. En 1706, l'évêque Mgr Hébert trouve que le chœur est encombré de poutres ayant servi à la réfection de la voûte. Le portail occidental est daté en 1743. Il ne subsiste du mobilier du XVIIIe siècle que les fonts baptismaux, de 1706, et un bénitier.
En 1877, l'église est décrite dans « un état de délabrement pitoyable ». L'architecte départemental Léopold Payen propose un projet de restauration qui est approuvé en 1878 et réalisé en 1879 par l'entrepreneur Pierre Soubrier. Des vitraux ont été exécutés par l'atelier du maître-verrier Louis-Victor Gesta de Toulouse.
De nouveaux travaux de restauration sont réalisés en 1902-1904 sous la direction de l'architecte Chayrou de Tournon-d'Agenais. Le maître-autel a été construit en 1903 par le marbrier de Marmande Urbain Michaud.

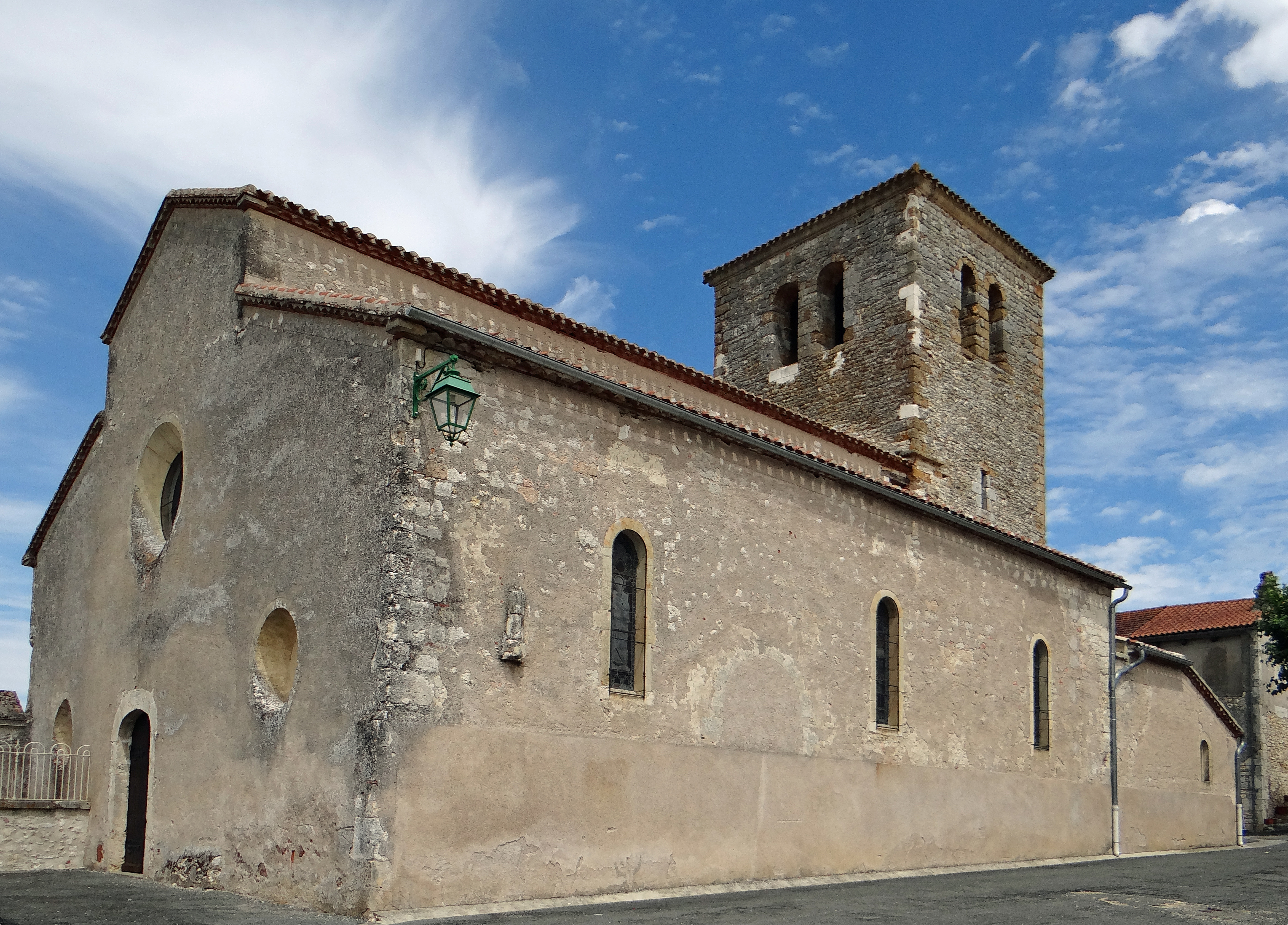
L'église
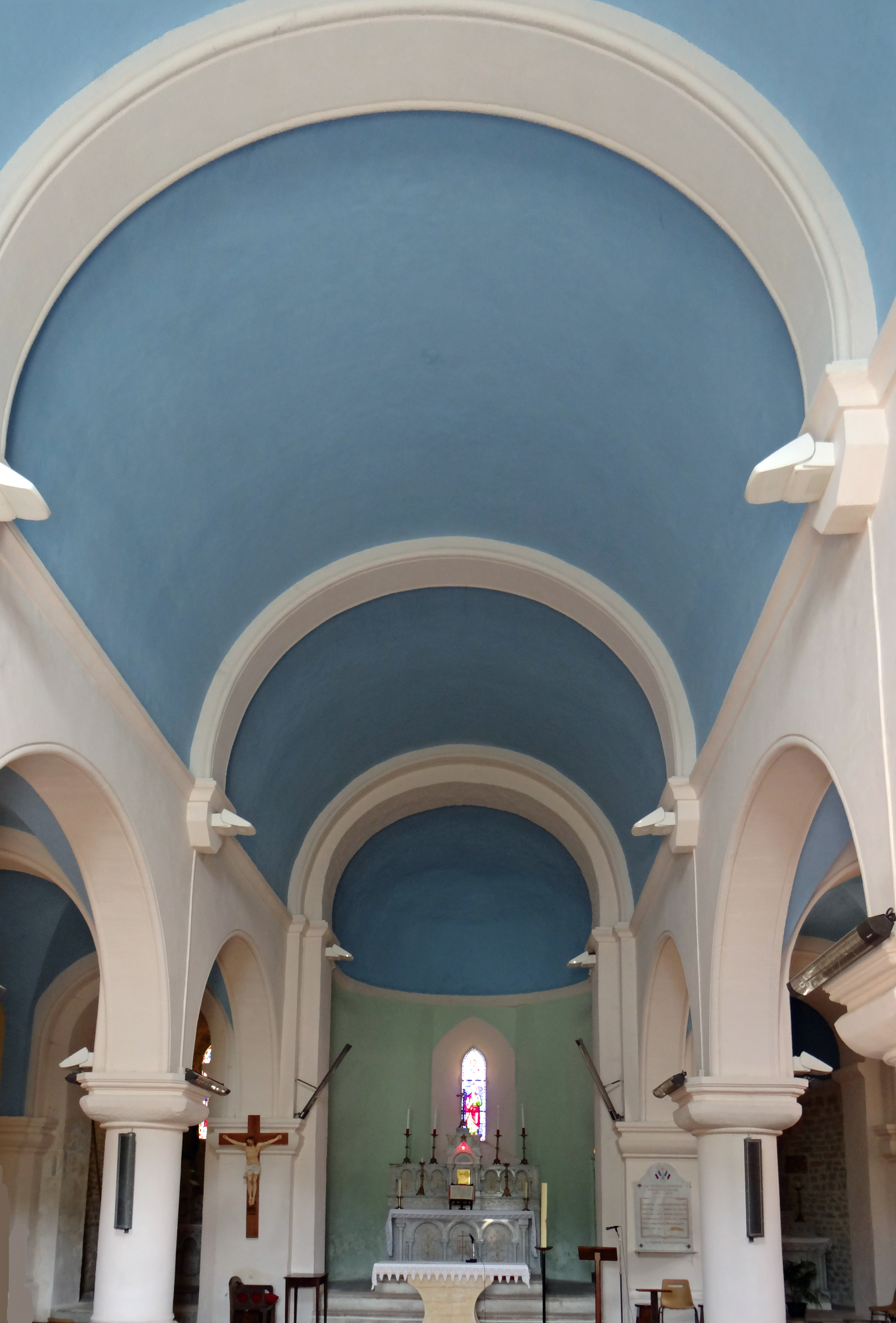
La nef centrale
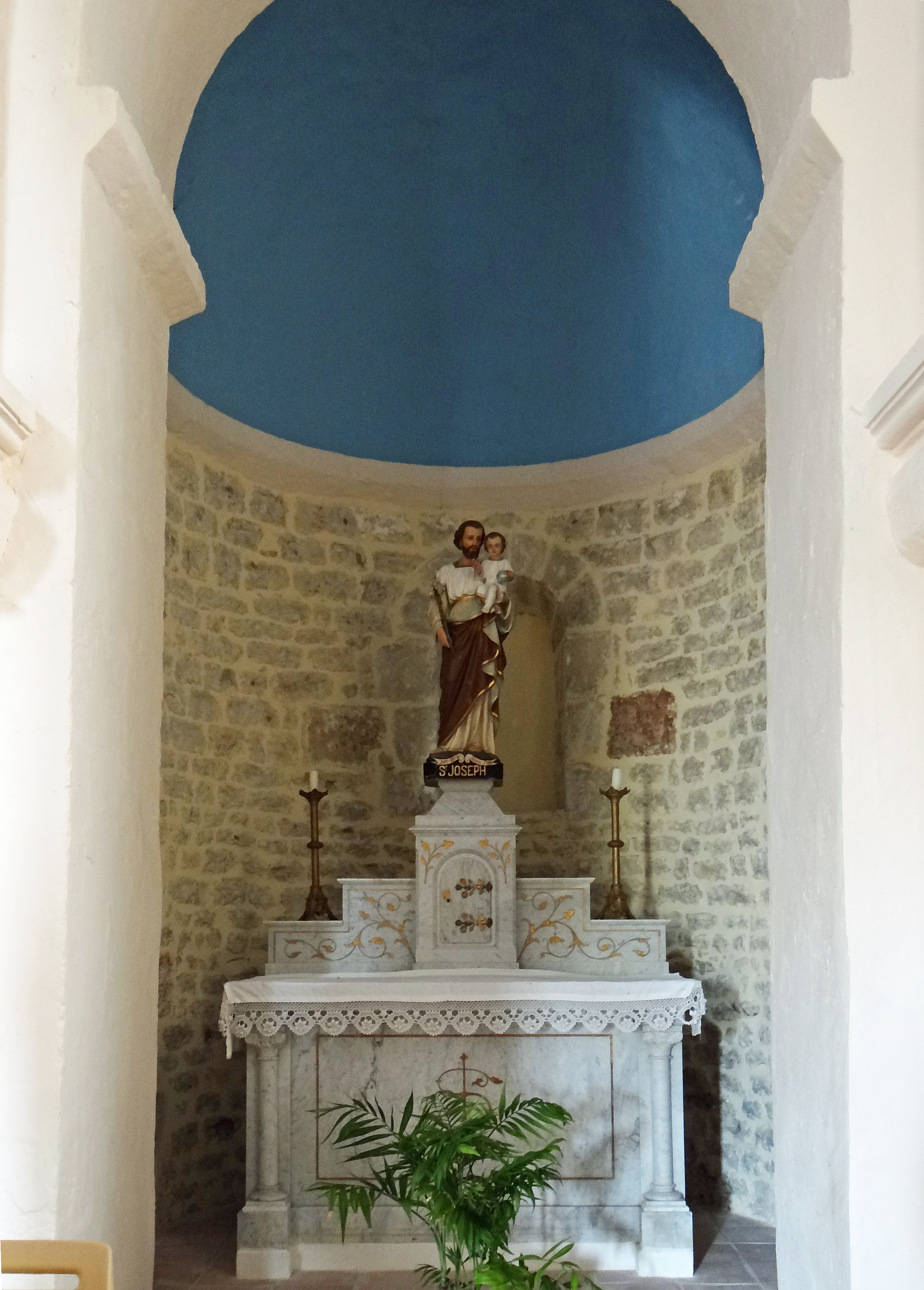
L'absidiole sud et l'autel saint Joseph
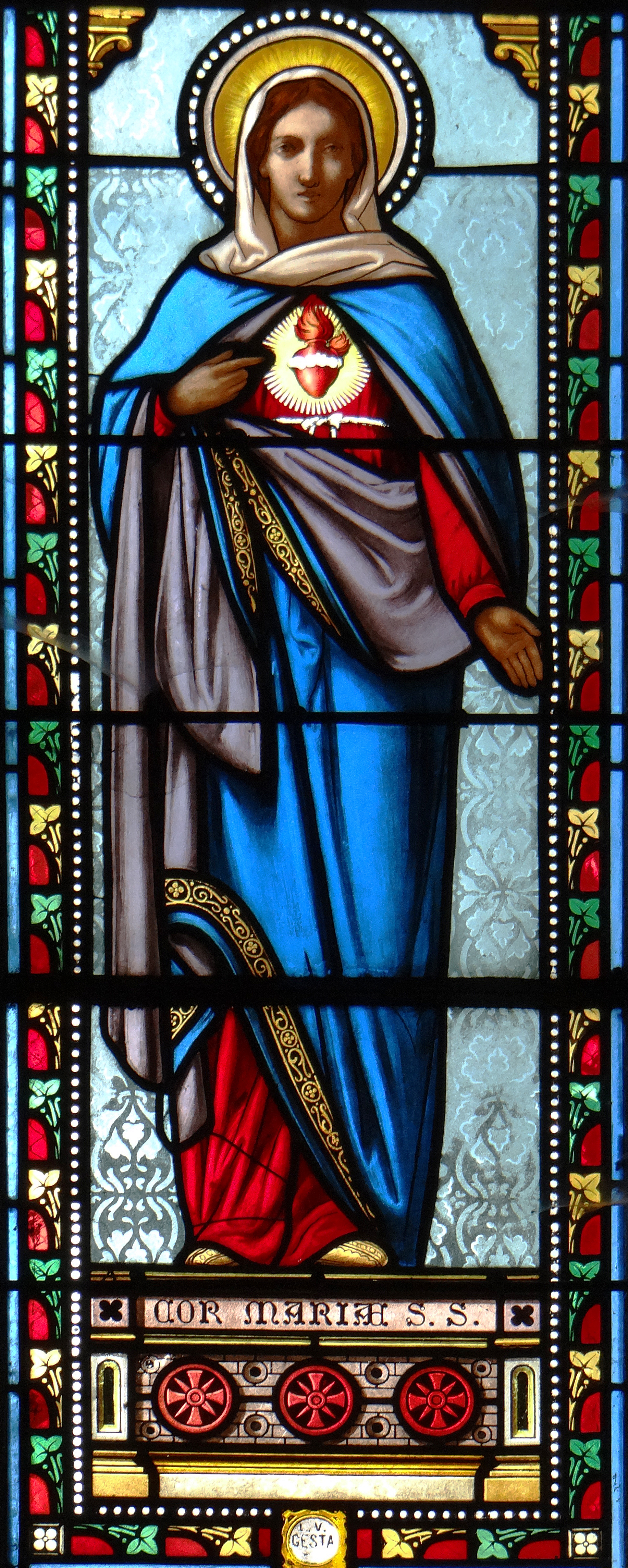
Vitrail du maître-verrier Gesta
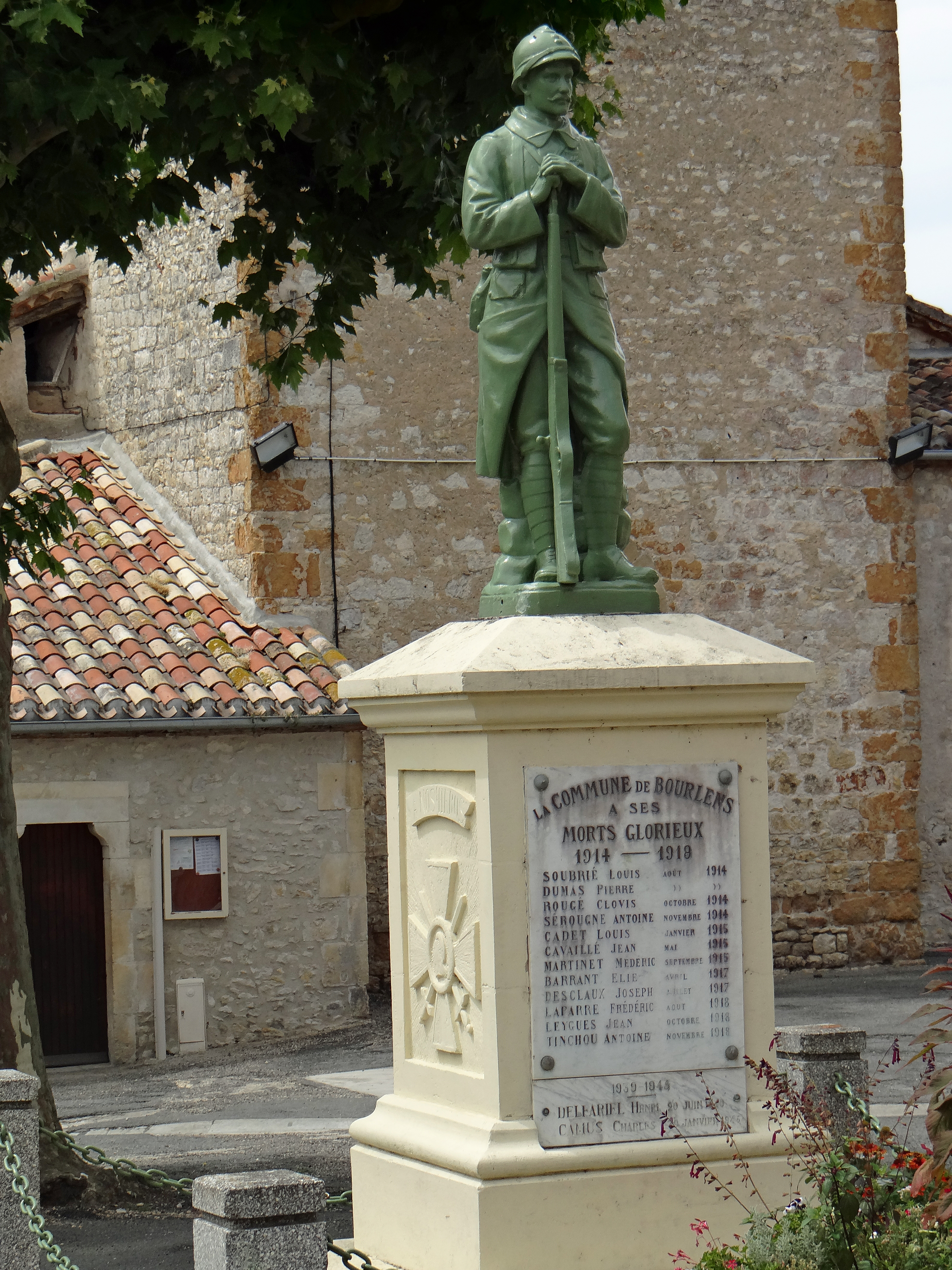
Monument aux morts

- Le monument aux morts de la Première Guerre mondiale est élevé en 1921, surmonté de la statue du Poilu au repos, réalisée par Étienne Camus, du catalogue des établissements Jacomet de Villedieu (Vaucluse)[31].